# Боте Инфериоре (Месина)
Боте Инфериоре је насеље у Италији у округу Месина, региону Сицилија.
Према процени из 2011. у насељу је живело 74 становника. Насеље се налази на надморској висини од 72 м.